# Xonix
Xonix (Ксонікс) — комп'ютерна гра. Першу версію було створено у 1984 році для платформи PC як клон гри Qix, що з'явилась раніше на аркадних автоматах. Автори: Ілан Рав (Ilan Rav) і Дані Катц (Dani Katz). Була популярна у 80-ті та 90-і роки, існує багато версій для різних платформ.
Ігрове поле є сіткою з квадратних або прямокутних комірок, тому гра легко реалізується у текстовому режимі екрану. Комірки можуть бути двох типів: умовно «суша» і «море». По полю рухаються керований гравцем курсор і керовані програмою крапки. Курсор може рухатися по вертикалі і горизонталі, крапки — по діагоналі. Крапки бувають «сухопутними» і «морськими», тобто рухаються або лише по «суші», або лише по «морю», відскакуючи від межі, що їх розділяє.
Курсор може вільно пересуватися по «суші», де він уразливий для «сухопутних» крапок. Виходячи в «море», він залишає за собою слід, уразливий для «морських» крапок. Як тільки курсор знову опиняється на «суші», слід його перетворюється на нову «сушу». Якщо при цьому у «морі» з'явилася замкнута область, що не містить крапок, то вся ця область також перетворюється на «сушу».
Простіше кажучи, гравець, керуючи курсором, намагається відсікти шматки «моря», перетворюючи їх на «сушу», а крапки йому в цьому заважають.